# Ma Rainey: A blues nagyasszonya
A Ma Rainey: A blues nagyasszonya (eredeti cím: Ma Rainey's Black Bottom) 2020-ban bemutatott amerikai zenés filmdráma, amelyet George C. Wolfe rendezett. A forgatókönyvet Ruben Santiago-Hudson írta, August Wilson 	Ma Rainey's Black Bottom című színpadi művéből. A producerek Denzel Washington, Todd Black és Dany Wolf. A főbb szerepekben Viola Davis, Chadwick Boseman (utolsó filmszerepében), Glynn Turman, Colman Domingo és Michael Potts látható.
2020. december 18-án debütált a Netflixen.

## Cselekmény
A feszültség és a hőmérséklet egyre jobban emelkedik az 1920-as évek chicagói délutáni felvétel során, amikor zenészek együttese várja az előkelő előadót, a legendás "blues anyát", Ma Rainey-t (Viola Davis). A foglalkozás végén a félelem nélküli, tüzes Ma akaratcsatát folytat fehér menedzserével és producerével a zene irányítása felett. Amíg a zenekar a stúdió klausztrofób próbatermében várakozik, az ambiciózus trombitás Levee (Chadwick Boseman) – aki szemezik Ma barátnőjével, és elhatározza, hogy saját igényt támaszt a zeneiparral szemben – ösztönzi zenésztársait olyan történetek, igazságok és hazugságok kitörésére, amelyek örökre megváltoztatják életük menetét.

## Szereplők
| Szerep          | Színész          | Magyar hang |
| --------------- | ---------------- | ----------- |
| Ma Rainey       | Viola Davis      |             |
| Levee           | Chadwick Boseman |             |
| Toledo          | Glynn Turman     |             |
| Késes           | Colman Domingo   |             |
| Lassú ellenálló | Michael Potts    |             |
| Dussie Mae      | Taylour Paige    |             |
| Sylvester       | Dusan Brown      |             |
| Sturdyvant      | Jonny Coyne      |             |
| Irvin           | Jeremy Shamos    |             |

## A film készítése
Denzel Washington kezdetben megállapodást kötött az HBO televíziós hálózattal, hogy August Wilson dramaturg színdarabjaiból kilencet filmekbe állítson, köztük a Ma Rainey: A blues nagyasszonyát. 2019 júniusáig az üzletet áthelyezték a Netflixhez. Viola Davis, Chadwick Boseman, Glynn Turman, Colman Domingo és Michael Potts szerepelt a filmben, George C. Wolfe rendezésében. 2019 júliusában Taylour Paige, Jonny Coyne, Jeremy Shamos és Dusan Brown csatlakozott a film szereplőihez.
A film forgatása 2019. július 8-án kezdődött Pittsburghben, az 1927-es kinézetű Chicagóvá átalakított díszletekkel, amelyeket 2019. augusztus 16-án fejeztek be.
2020. augusztus 28-án az utómunkálatok közben Boseman vastagbélrákban meghalt, így a Ma Rainey: A blues nagyasszonya lett számára az utolsó filmes szereplés.

## Megjelenés
A filmet novemberben mutatták be különböző kiválasztott mozikban, mielőtt 2020. december 18-án bemutatták a Netflixen.